# Dżilja
Dżilja (arab. ‏جِليا‎) – nieistniejąca już arabska wieś, która była położona w Dystrykcie Ramli w Mandacie Palestyny. Wieś została wyludniona i zniszczona podczas I wojny izraelsko-arabskiej, po ataku Sił Obronnych Izraela w dniu 9 lipca 1948.

## Położenie
Dżilja leżała na pograniczu Szefeli z górami Judei. Według danych z 1945 do wsi należały ziemie o powierzchni 10 347 ha. We wsi mieszkały wówczas 330 osoby.
| własność gruntów | powierzchnia gruntów (hektary) |
| ---------------- | ------------------------------ |
| Arabowie         | 10 345                         |
| Żydzi            | 0                              |
| publiczne        | 2                              |
| Razem            | 10 347                         |

| Rodzaj użytkowanych gruntów | Arabowie (hektary) | Żydzi (hektary) |
| --------------------------- | ------------------ | --------------- |
| drzewka oliwkowe            | 40                 | 0               |
| drzewka cytrusowe           | 40                 | 0               |
| uprawy zbóż                 | 7677               | 0               |
| nieużytki                   | 2623               | 0               |
| zabudowane                  | 7                  | 0               |

## Historia
Wieś Dżilja powstała prawdopodobnie na miejscu rzymskiej osady Galla. W czasach Filistynów była nazywana Ekron. W 1596 Idnibba była niewielką wsią o populacji liczącej 94 osoby. Mieszkańcy utrzymywali się z upraw pszenicy i jęczmienia, oraz hodowli kóz i produkcji miodu.
W okresie panowania Brytyjczyków Idnibba rozwijała się jako niewielka wieś. Znajdowała się w niej szkoła podstawowa dla chłopców.
Podczas I wojny izraelsko-arabskiej w nocy z 8 na 9 lipca 1948 Siły Obronne Izraela rozpoczęły operację An-Far, podczas której Dżilja została zajęta i całkowicie wysiedlona. Wszystkie jej domy zostały zniszczone

## Miejsce obecnie
Rejon wioski zajmuje obecnie baza wojskowa Sił Obronnych Izraela.
Palestyński historyk Walid Chalidi, tak opisał pozostałości wioski Dżilja: „Teren jest ogrodzony i niedostępny”.